# Fairey Gordon
Фері Гордон (англ. Fairey Gordon) — британський легкий бомбардувальник, розроблений компанією Fairey Aviation для заміни свого Fairey IIIF на початку 1930-тих років.

## Історія
В міжвоєнний період одним з найуспішніших британських літаків став Fairey III, який використовувався в різних ролях майже в усіх частинах Британської імперії. Тому коли настав час замінювати літак загального призначення Fairey IIIF, було вирішено просто створити нову модифікацію на основі останнього. Перший прототип нового літака був переробленим IIIF Mk IVM з двигуном Armstrong Siddeley Panther IIA потужністю 525 к.с. замість Napier Lion потужністю 570 к.с. Хоча попередній двигун був потужнішим, Panther IIA мав на 181 кг меншу масу і краще поводився під час зльоту. Інші зміни були внесені в електричну і паливні системи.
Для літака було видано специфікацію 18/30 згідно якої він мав виконувати роль двомісного денного бомбардувальника і літака загального призначення. Перший прототип «Гордона» піднявся в повітря 3 березня 1931 року, а до завершення серійного виробництва в 1934 році було виготовлено 178 літаків. 
Першим літаки отримала 40-а ескадрилья в Оксфордширі, а першою колоніальною - 6-а на Близькому Сході. До початку Другої світової вони вже покинули ескадрильї першої лінії, але ще використовувались як буксири мішеней і навчальні в країнах Співдружності.

## Тактико-технічні характеристики
Дані з Consice Guide to British Aircraft of World War II

### Технічні характеристики
- Екіпаж: 2 особи
- Довжина: 11,2 м
- Висота: 4,32 м
- Розмах крила: 13,94 м
- Площа крила: 40,69 м ²
- Маса порожнього: 1588 кг
- Маса спорядженого: 2679 кг
- Двигун: Armstrong Siddeley Panther IIA
- Потужність: 525 к.с. (391 кВт)

### Льотні характеристики
- Максимальна швидкість: 233 км/год на 915 м.
- Крейсерська швидкість: 177 км/год
- Дальність польоту: 966 км
- Практична стеля: 6705 м

### Озброєння
- Стрілецьке:
  - 1 × 7,7-мм курсовий кулемет
  - 1 × 7,7-мм кулемет в кабіні стрільця